# Junkier (Imperium Rosyjskie)

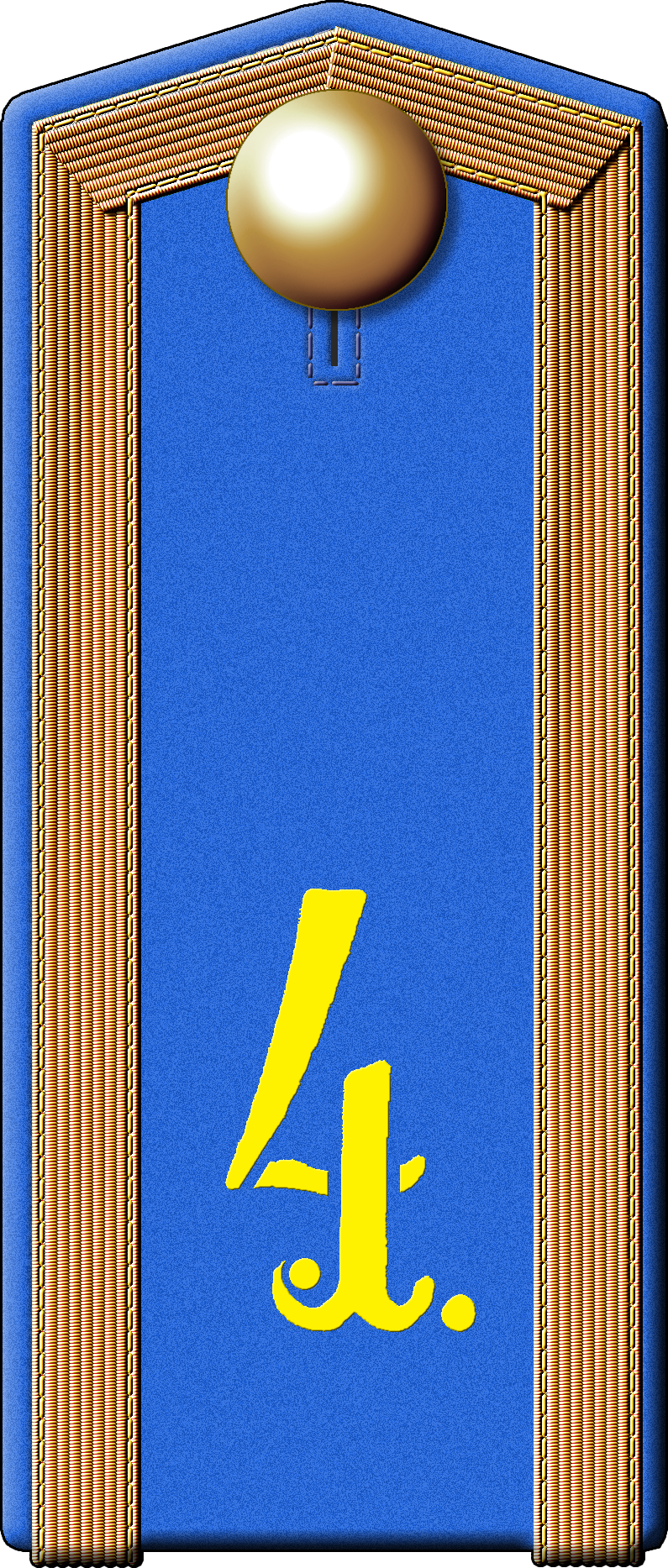

Junkier – w Rosji carskiej – podoficer-szlachcic, który po dwóch latach służby mógł być mianowany oficerem. Za cara Aleksandra I powstały szkoły wojskowe, których słuchacze nosili stopień junkra, a do których przyjmowano kandydatów bez względu na pochodzenie. W Polsce odpowiednikiem tego stopnia jest stopień podchorążego.